# Eliminatórias da Copa do Mundo FIFA de 2014 - América do Norte, Central e Caribe (quarta fase)
Resultados das partidas da quarta fase das eliminatórias norte, centro-americana e caribenha para a Copa do Mundo FIFA de 2014. 
Nessa fase, as seis seleções classificadas da fase anterior integraram um grupo único onde todos se enfrentaram em jogos de ida e volta. As três melhores seleções ao final das dez rodadas classificaram-se à Copa do Mundo. A quarta colocada disputará uma repescagem contra a Nova Zelândia, seleção vencedora das eliminatórias da Oceania, para definir uma derradeira vaga.

## Seleções qualificadas
Os qualificados para esta rodada foram definidos em 16 de outubro de 2012.
| Grupo A                | Grupo B           | Grupo C         |
| ---------------------- | ----------------- | --------------- |
| Estados Unidos Jamaica | México Costa Rica | Honduras Panamá |

## Classificação
|  | Equipes qualificadas para a Copa do Mundo de 2014 |
|  | Equipe qualificada para a repescagem              |
|  | Equipes eliminadas                                |

| Seleção        | Pts | J  | V | E | D | GP | GC | SG |
| -------------- | --- | -- | - | - | - | -- | -- | -- |
| Estados Unidos | 22  | 10 | 7 | 1 | 2 | 15 | 8  | +7 |
| Costa Rica     | 18  | 10 | 5 | 3 | 2 | 13 | 7  | +6 |
| Honduras       | 15  | 10 | 4 | 3 | 3 | 13 | 12 | +1 |
| México         | 11  | 10 | 2 | 5 | 3 | 7  | 9  | –2 |
| Panamá         | 8   | 10 | 1 | 5 | 4 | 10 | 14 | –4 |
| Jamaica        | 5   | 10 | 0 | 5 | 5 | 5  | 13 | –8 |

## Resultados
Os representantes das seis associações se encontraram em 19 de outubro de 2012, mas não chegaram a um acordo sobre a tabela de jogos para a quarta fase. O sorteio para as partidas ocorreu em 7 de novembro de 2012 e foi conduzido pela CONCACAF e pela FIFA em Miami Beach, Estados Unidos.
| 6 de fevereiro de 2013 | Honduras                     | 2 – 1     | Estados Unidos | Estádio Olímpico Metropolitano, San Pedro Sula |
| 15:00 (UTC−6)          | J. García 40' · Bengtson 79' | Relatório | Dempsey 36'    | Público: 32 000 Árbitro: CRC Walter Quesada    |

| 6 de fevereiro de 2013 | Panamá                        | 2 – 2     | Costa Rica             | Estádio Rommel Fernández, Cidade do Panamá    |
| 21:00 (UTC−5)          | Henríquez 15' · R. Torres 27' | Relatório | Saborío 39' · Ruiz 84' | Público: 25 000 Árbitro: MEX Francisco Chacón |

| 6 de fevereiro de 2013 | México | 0 – 0     | Jamaica | Estádio Azteca, Cidade do México         |
| 20:30 (UTC−6)          |        | Relatório |         | Público: 43 002 Árbitro: USA Mark Geiger |

| 22 de março de 2013 | Honduras                  | 2 – 2     | México             | Estádio Olímpico Metropolitano, San Pedro Sula |
| 15:05 (UTC−6)       | Costly 77' · Bengtson 80' | Relatório | Hernández 28', 54' | Público: 38 500 Árbitro: JAM Courtney Campbell |

| 22 de março de 2013 | Jamaica     | 1 – 1     | Panamá        | Independence Park, Kingston                   |
| 20:30 (UTC−5)       | Elliott 23' | Relatório | Henríquez 66' | Público: 25 000 Árbitro: HON Héctor Rodríguez |

| 22 de março de 2013 | Estados Unidos | 1 – 0     | Costa Rica | Dick's Sporting Goods Park, Commerce City |
| 20:10 (UTC−6)       | Dempsey 16'    | Relatório |            | Público: 19 734 Árbitro: SLV Joel Aguilar |

| 26 de março de 2013 | Costa Rica            | 2 – 0     | Jamaica | Estádio Nacional da Costa Rica, San José       |
| 20:00 (UTC−6)       | Umaña 22' · Calvo 72' | Relatório |         | Público: 32 427 Árbitro: SUR Enrico Wijngaarde |

| 26 de março de 2013 | Panamá                | 2 – 0     | Honduras | Estádio Rommel Fernández, Cidade do Panamá |
| 21:00 (UTC−5)       | Tejada 2' · Pérez 74' | Relatório |          | Público: 18 253 Árbitro: USA Jair Marrufo  |

| 26 de março de 2013 | México | 0 – 0     | Estados Unidos | Estádio Azteca, Cidade do México          |
| 20:30 (UTC−6)       |        | Relatório |                | Público: 85 500 Árbitro: GUA Walter López |

| 4 de junho de 2013[a] | Jamaica | 0 – 1     | México        | Independence Park, Kingston               |
| 20:35 (UTC−5)         |         | Relatório | de Nigris 48' | Público: 16 483 Árbitro: SLV Joel Aguilar |

| 7 de junho de 2013 | Jamaica      | 1 – 2     | Estados Unidos             | Independence Park, Kingston                 |
| 20:30 (UTC−5)      | Beckford 89' | Relatório | Altidore 30' · Evans 90+2' | Público: 12 130 Árbitro: PAN Roberto Moreno |

| 7 de junho de 2013 | Costa Rica | 1 – 0     | Honduras | Estádio Nacional da Costa Rica, San José  |
| 20:10 (UTC−6)      | Miller 25' | Relatório |          | Público: 35 000 Árbitro: GUA Walter López |

| 7 de junho de 2013 | Panamá | 0 – 0     | México | Estádio Rommel Fernández, Cidade do Panamá  |
| 21:05 (UTC−5)      |        | Relatório |        | Público: 27 100 Árbitro: CRC Walter Quesada |

| 11 de junho de 2013 | México | 0 – 0     | Costa Rica | Estádio Azteca, Cidade do México         |
| 19:00 (UTC−5)       |        | Relatório |            | Público: 65 753 Árbitro: USA Mark Geiger |

| 11 de junho de 2013 | Honduras                  | 2 – 0     | Jamaica | Estádio Nacional, Tegucigalpa                |
| 19:00 (UTC−6)       | O. García 10' · Rojas 88' | Relatório |         | Público: 29 000 Árbitro: MEX Marco Rodríguez |

| 11 de junho de 2013 | Estados Unidos                | 2 – 0     | Panamá | CenturyLink Field, Seattle                  |
| 19:10 (UTC−7)       | Altidore 36' · E. Johnson 53' | Relatório |        | Público: 40 847 Árbitro: MEX Roberto García |

| 18 de junho de 2013 | Estados Unidos | 1 – 0     | Honduras | Rio Tinto Stadium, Sandy                       |
| 19:10 (UTC−6)       | Altidore 74'   | Relatório |          | Público: 20 250 Árbitro: SUR Enrico Wijngaarde |

| 18 de junho de 2013 | Costa Rica            | 2 – 0     | Panamá | Estádio Nacional da Costa Rica, San José       |
| 20:00 (UTC−6)       | Ruiz 49' · Borges 52' | Relatório |        | Público: 35 000 Árbitro: JAM Courtney Campbell |

| 6 de setembro de 2013 | México     | 1 – 2     | Honduras                  | Estádio Azteca, Cidade do México            |
| 20:30 (UTC−5)         | Peralta 6' | Relatório | Bengtson 63' · Costly 66' | Público: 73 981 Árbitro: PAN Roberto Moreno |

| 6 de setembro de 2013 | Costa Rica                            | 3 – 1     | Estados Unidos | Estádio Nacional da Costa Rica, San José     |
| 20:00 (UTC−6)         | Acosta 3' · Borges 10' · Campbell 76' | Relatório | Dempsey 43'    | Público: 35 000 Árbitro: MEX Marco Rodríguez |

| 6 de setembro de 2013 | Panamá | 0 – 0     | Jamaica | Estádio Rommel Fernández, Cidade do Panamá |
| 21:00 (UTC−5)         |        | Relatório |         | Público: 20 000 Árbitro: GUA Walter López  |

| 10 de setembro de 2013 | Jamaica        | 1 – 1     | Costa Rica | Independence Park, Kingston              |
| 19:00 (UTC−5)          | Anderson 90+2' | Relatório | Brenes 74' | Público: 6 100 Árbitro: USA Jair Marrufo |

| 10 de setembro de 2013 | Estados Unidos               | 2 – 0     | México | Columbus Crew Stadium, Columbus                |
| 20:05 (UTC−4)          | E. Johnson 49' · Donovan 78' | Relatório |        | Público: 24 584 Árbitro: JAM Courtney Campbell |

| 10 de setembro de 2013 | Honduras                  | 2 – 2     | Panamá                     | Estádio Tiburcio Carías Andino, Tegucigalpa |
| 19:00 (UTC−6)          | Costly 28' · Palacios 62' | Relatório | G. Torres 50' · Chen 90+1' | Público: 26 582 Árbitro: USA Mark Geiger    |

| 11 de outubro de 2013 | Honduras     | 1 – 0     | Costa Rica | Estádio Olímpico Metropolitano, San Pedro Sula |
| 15:00 (UTC−6)         | Bengtson 64' | Relatório |            | Público: 38 500 Árbitro: USA Jair Marrufo      |

| 11 de outubro de 2013 | Estados Unidos          | 2 – 0     | Jamaica | Sporting Park, Kansas City                 |
| 17:36 (UTC−5)         | Zusi 77' · Altidore 80' | Relatório |         | Público: 18 467 Árbitro: SLV Elmer Bonilla |

| 11 de outubro de 2013 | México                    | 2 – 1     | Panamá     | Estádio Azteca, Cidade do México          |
| 20:30 (UTC−5)         | Peralta 39' · Jiménez 85' | Relatório | Tejada 81' | Público: 90 758 Árbitro: SLV Joel Aguilar |

| 15 de outubro de 2013 | Costa Rica             | 2 – 1     | México      | Estádio Nacional da Costa Rica, San José  |
| 19:30 (UTC−6)         | Ruiz 24' · Saborío 63' | Relatório | Peralta 28' | Público: 35 000 Árbitro: GUA Walter López |

| 15 de outubro de 2013 | Jamaica                             | 2 – 2     | Honduras                 | Independence Park, Kingston             |
| 20:30 (UTC−5)         | Claros 3' (g.c.) · Austin 59' (pen) | Relatório | Costly 2' · Figueroa 32' | Público: 6 000 Árbitro: USA Mark Geiger |

| 15 de outubro de 2013 | Panamá                     | 2 – 3     | Estados Unidos                             | Estádio Rommel Fernández, Cidade do Panamá     |
| 20:30 (UTC−5)         | G. Torres 18' · Tejada 83' | Relatório | Orozco 64' · Zusi 90+1' · Jóhannsson 90+2' | Público: 18 254 Árbitro: JAM Courtney Campbell |